# RosUkrEnergo
 (juillet 2022).
RosUkrEnergo est une entreprise qui achète du gaz naturel en Asie Centrale pour le transporter vers l'Europe de l'Est. Créée en 2004 et domiciliée dans le canton de Zoug en Suisse, il s'agit d'une filiale à 50 % du géant gazier russe Gazprom. L'autre moitié est détenue par la holding Centragas A.G., qui représente des actionnaires ukrainiens (dont les noms demeurent confidentiels).

## Historique
Cet intermédiaire entre les pays producteurs de gaz (Turkménistan, Kazakhstan, Ouzbékistan) et les pays de l'Est (en premier lieu l'Ukraine) a remplacé Eural Trans Gaz. La compagnie est au cœur des récentes dissensions (2005 et 2009) entre la Russie et l'Ukraine.

## Une structure financière opaque
L'entreprise a réalisé 785 millions de dollars de bénéfices en 2006. Devant l'opacité, certains soupçons de liens avec des organisations criminelles ont été formulés à plusieurs reprises. Selon le premier ministre ukrainien Ioulia Tymochenko, le groupe aurait des connexions avec le baron mafieux Semion Mogilevich et aurait été créé pour redistribuer une partie des bénéfices de Gazprom à des intérêts privés.